# Lantmännen Mills

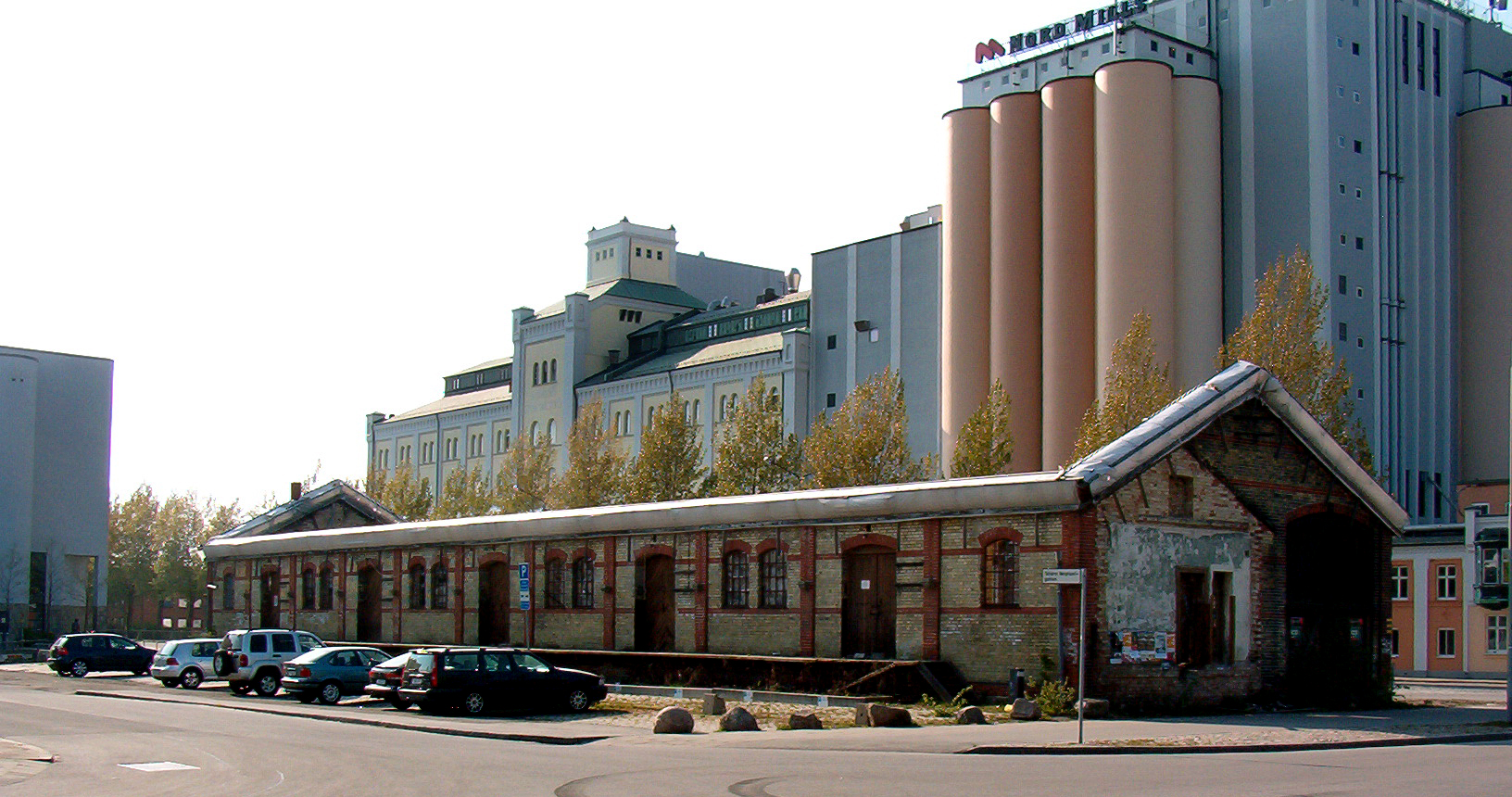
NordMills i Malmö (i förgrunden det tidigare godsmagasinet vid Malmö Västra).

Lantmännen Mills AB var ett företag tillhörande Lantmännen som i huvudsak driver kvarnverksamhet och tillverkning av spannmålsprodukter. Under varumärket Nord Mills sköttes försäljning av mjöl och spannmålsprodukter till bagerier och annan livsmedelsindustri, huvudsakligen till andra Lantmännenföretag, bland andra Kungsörnen och Bageri Skogaholm. Huvudkontoret låg i Malmö. I början av 2008 slogs Lantmännen Mills och Lantmännen Axa ihop till ett affärsområde.